# Bürgerkrieg im Libanongebirge
Der Bürgerkrieg im Libanongebirge 1860, der vielfach mit anderen Namen bezeichnet wird, war der Höhepunkt einer ländlichen Revolte der christlichen Maroniten gegen die im 11. Jahrhundert aus dem Islam hervorgegangenen Drusen, genauer gesagt gegen die Landbesitzer unter ihnen, die ihren Ausgangspunkt im Libanongebirge. im damaligen vom Osmanischen Reich autonomen Emirat Libanonberg nahm. Er kulminierte in einem Massaker in Damaskus. Insgesamt kamen 20.000 Christen ums Leben, dazu eine unbekannte Zahl von Muslimen. 380 christliche Dörfer und 560 Kirchen wurden zerstört. Schließlich intervenierte eine internationale Truppe unter französischer Führung. Der Bürgerkrieg gilt als Auslöser für die Entwicklung des Libanon zur späteren Unabhängigkeit.

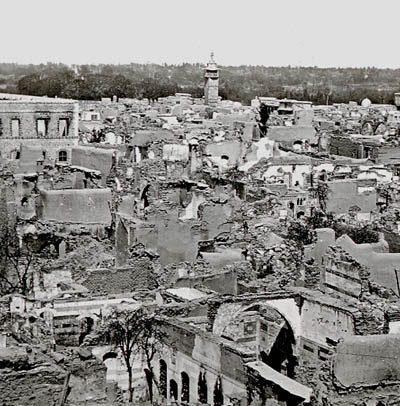
Das zerstörte Christenquartier von Damaskus, 1860

## Vorgeschichte
Unter Muhammad Ali machte sich Ägypten praktisch unabhängig vom Osmanenreich und sein Sohn marschierte bald auf die osmanische Hauptstadt Istanbul. 1839 entschlossen sich Großbritannien, Frankreich, Russland, Österreich und Preußen, die ägyptische Armee aus Anatolien zu vertreiben, da ihnen ein unkontrolliertes Auseinanderbrechen des Osmanenreichs zu unabsehbare Folgen haben konnte. Die britische Flotte blockierte die syrisch-palästinensische Küste, Beirut wurde beschossen, es kam zu lokalen Erhebungen und die osmanische Armee marschierte ein. Allerdings mussten die Osmanen Muhammad Ali 1841 als erblichen Vizekönig in Ägypten anerkennen.
Am 3. September 1840 wurde Baschir Schihab III., Nachfolger des einflussreichen Emirs des Emirats Libanonberg Baschir Schihab II. (1789–1840), durch den Sultan zum Emir des Libanongebirges erhoben. Während der ägyptischen Herrschaft des Ibrahim Pascha, des Sohnes Muhammad Alis, wurden in einem Ferman von 1839, dann aber besonders ab 1856, die Nicht-Muslime den Muslimen gleichgestellt. Dagegen kam es zu einer Gegenreaktion der Muslime, aber auch der Drusen, die von der bisherigen Ordnung gleichfalls profitiert hatten und sich ihres Vorrangs beraubt sahen. Daher setzte der osmanische Sultan den Emir am 13. Januar 1842 ab und benannte Omar Pascha als Statthalter. Doch wurde auch dieser bald ersetzt.

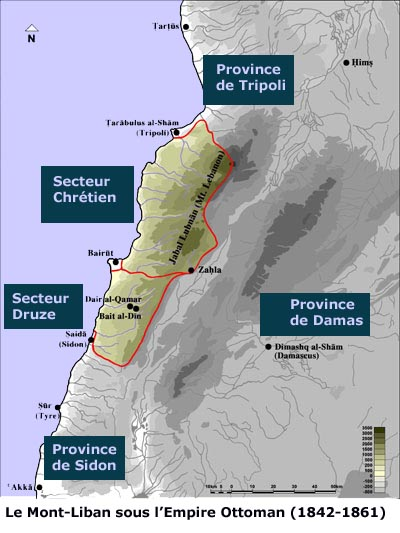
Teilung des abgeschafften Emirats Berglibanon in einen drusisch dominierten südlichen und einen maronitisch-christlich dominierten nördlichen Bezirk (Kaymakamat) 1842–61

Die Vertreter der westeuropäischen Staaten legten dem Sultan nahe, das Gebiet in einen drusischen und einen maronitischen Bezirk aufzuteilen, ein Vorschlag, den dieser am 7. Dezember 1842 annahm. Er forderte den Statthalter in Damaskus auf, das Gebiet in einen nördlichen, maronitischen, und in einen südlichen, drusischen Distrikt aufzuteilen. Ihre Trennlinie sollte die Straße Beirut-Damaskus sein. Zudem sollten beide nunmehr dem Statthalter im Eyâlet Sidon, der in Beirut residierte, rechenschaftspflichtig sein.

## Kriegsverlauf
Im Mai 1845 kam es zu ersten Konflikten, woraufhin der Sultan Ratsgremien einsetzte, die die religiösen Gruppen, die hinter den Konflikten zu stehen schienen, repräsentieren sollten. Die soziale Komponente verschwand bald in der Außenwahrnehmung, so dass er als ausschließlich religiöser Konflikt in Erscheinung trat.

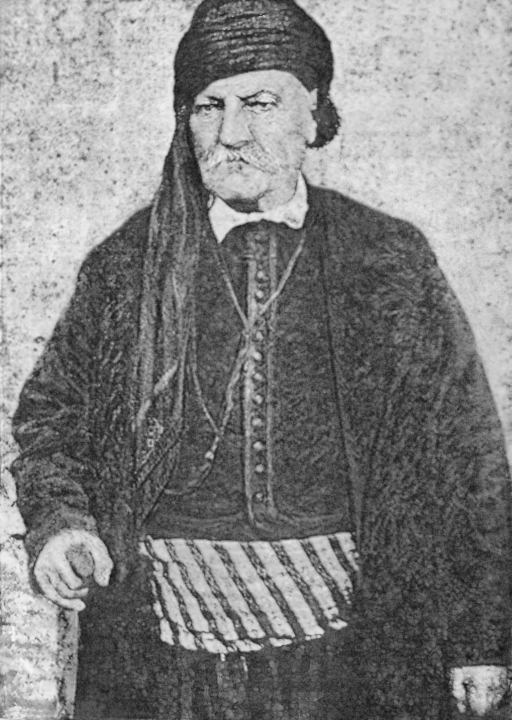
Tanyus Schahin

Als die Bauern der Region Keserwan (Kisrawān/Kesrouan, etwa das moderne Gouvernement Keserwan-Jbeil), die sich durch Abgaben überfordert fühlten, rebellierten, wandten sie sich vor allem gegen die feudalen Strukturen. 1858 forderte Tanyus Schahin, einer der maronitischen Sprecher, die Abschaffung der feudalen Vorrechte. Als diese Forderung abgelehnt wurde, begann unter seiner Führung im Januar 1859 ein bewaffneter Aufstand. Er richtete sich zunächst gegen die maronitischen Chazen muqata'dschis (Feudalherren) von Keserwan, deren Ländereien sie besetzten und eine eigene Regierung bildeten. Die Unruhen breiteten sich nach Latakia und in den mittleren Libanon aus. Nun bereiteten sich maronitische Landleute auf einen allgemeinen Aufstand gegen ihre drusischen Herren im Süden vor. Diese begannen nun ihrerseits drusische Gruppen zu bewaffnen.
Im August 1859 kam es in der südlicheren Region Metn (etwa die heutigen Distrikte Metn, Baabda und Nord-Aley) des vorwiegend christlich bewohnten Sektors des drusischen Bezirks zu Streitigkeiten, die den maronitischen Bischof Tubiya Aun († 4. April 1871) dazu veranlassten, von Beirut aus zu intervenieren. Ein drusischer muqata'ji der Yazbaki-Fraktion, Yusuf Abd al-Malik, intervenierte seinerseits bewaffnet in einem Dorf namens Beit Mery, bei dem 20 Tote zu beklagen waren. Während nun die Drusen im Bund mit den osmanischen Autoritäten den Krieg vorbereiteten, ließ Bischof Aun Waffen verteilen.
Zwischen März und Mai 1860 kam es zu Morden, Plündereien und Gefechten. Laut der Historikerin Leila Tarazi Fawaz waren diese Übergriffe eher „zufällig und unvorhersehbar genug, so dass sie eher Gesetzlosen zugeschrieben wurden, denn als Teil eines kalkulierten Krieges gegen andere Sekten wahrgenommen wurden, insbesondere da das Banditenwesen immer Teil der Vorgänge war“. Im März wurde ein katholischer Mönch in Aammiq getötet und das Kloster geplündert, womit ein Zyklus wechselseitiger Racheakte einsetzte. Im April wurden zwei Drusen bei Beirut getötet, woraufhin bei Sidon drei Christen ihr Leben verloren, dann folgte der Tod von zwei Christen aus Jezzine in Chan Iqlim al-Schumar am 26. April. Am 27. April wurden zwei weitere Christen in Katuli ermordet; wofür am 11. Mai wiederum zwei Drusen am Nahr al-Assal und am 14. Mai zwei Drusen aus dem Chouf bei Sidon ermordet wurden. Diese Kette von Racheakten machte nicht nur die Straßen unsicher, sondern es kam zu einer Ausweitung des Konflikts, so dass sich im Mai die Beschwerden bei den westlichen Konsulaten häuften, dass nun auch in den Distrikten Beqaa, Arqub und Gharb Christen ermordet worden seien.
Nach maronitischen Überfällen im Metn und dem Vordringen von Schahins Leuten in den Gharb (arab.: „Westen“, gemeint ist die Küstenregion) westlich von Beirut, hielten die Drusen einen Kriegsrat in Muchtara, wo sich die gemäßigte Dschumblatti-Fraktionen und die eher auf Krieg setzenden Yazbaki auf Sa'id Dschumblatt als ihren Führer verständigten.

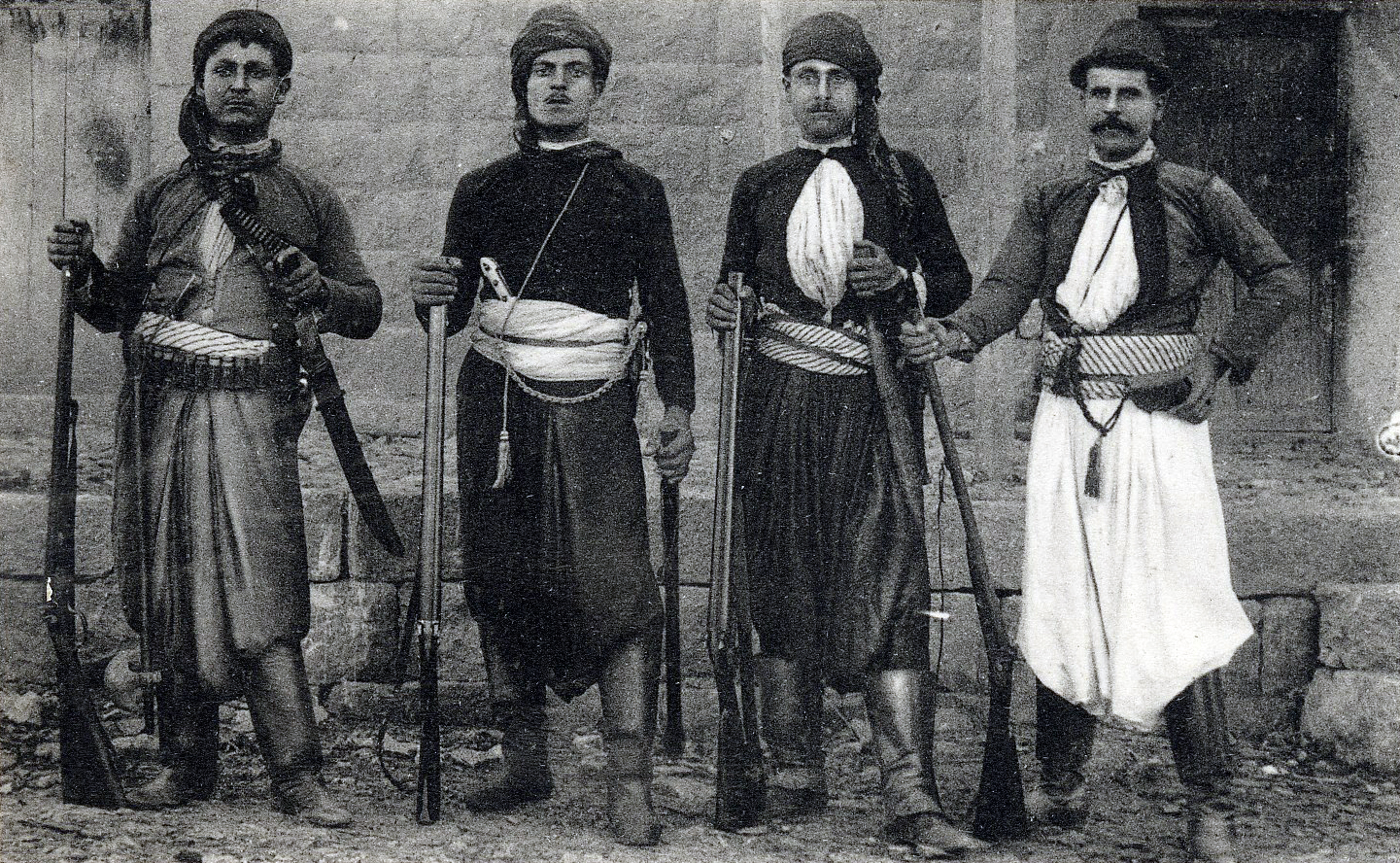
Christliche Miliz, französische Postkarte

Als Beginn des eigentlichen Bürgerkriegs gilt der 27. Mai, gelegentlich auch der 29. Als eine 250 Mann starke Maronitenmiliz aus Keserwan unter Führung von Tanyus Schahin die Seidenernte der Region Naccache (Naqqasch, nordöstlich von Beirut) einsammelte, marschierte sie, statt zurückzukehren, auf Baabda im Distrikt as-Sahil bei Beirut. Die Drusen betrachteten dies als Provokation, während sich die Maroniten durch die Stationierung osmanischer Einheiten unter Churschid Pascha bei Naqqasch am 26. Mai bedroht sahen. Die osmanische Garnison setzte sich in Hazmiyeh mit Unterstützung der westlichen Konsuln fest, um für Ruhe zu sorgen.
Am 29. Mai überfielen Keserwani-Maroniten die konfessionell gemischten Dörfer Qarnaye, Btechnay und Salima. Die Drusen wurden gezwungen, die Dörfer zu verlassen. Als Drusen nun ihrerseits das gemischte Dorf Beit Mery, und die Dorfbewohner ihre Glaubensgenossen aus Abadiyeh und as-Sahil zu Hilfe riefen, kam es zum offenen Konflikt. Maroniten brannten die Häuser der Drusen in Beit Mery nieder und besiegten die Druseneinheit unter Ibrahim Aga bei dem Dorf, bevor sie sich zurückzogen. Doch bereits am 30. Mai kehrten sie zurück, doch wurden sie nun von bis zu 2000 Drusen unter Führung der Clans der Talhuq und der Abu Nakad besiegt, was wiederum bis dahin neutrale Maroniten aus Baabda, Wadi Schahrur, Hadath und weiteren Dörfern in den Kampf zog. Am nächsten Tag wurden die 200 Maroniten bei Beit Mery geschlagen und zum Rückzug nach Brummana gezwungen. Zwischen 35 und 40 Dörfer mit maronitischer Mehrheit wurden nun in Brand gesetzt und etwa 600 Maroniten niedergemacht.
Bereits am 30. Mai war es bei Zahlé zum Kampf zwischen 200 Drusen unter Ali ibn Chattar Imad und 400 lokalen Christen bei Dahr al-Baidar gekommen. Nun mischten sich Christen aus dem nahegelegenen Zahlé in die Kämpfe ein, so dass sich Imad nach Ain Dara unter Verfolgung durch die Christen zurückzog. Ali Imad starb am 3. Juni, woraufhin eine 600 Mann starke Druseneinheit unter seinem Vater Chattar Imad bald bei Ain Dara etwa 3000 Christen, vor allem aus Zahlé, eine Schlacht lieferten. Zwar siegten die Drusen, doch verloren sie doppelt so viele Männer, wie ihre Gegner. Zwischen dem 29. und dem 31. Mai wurden 60 Dörfer im Umkreis von Beirut zerstört, weitere 33 Christen und 48 Drusen starben.
Ende Mai belagerten Drusen unter Baschir Nakad mit Unterstützung der Imad- und der Dschumblattclans Deir al-Qamar (die historische Hauptstadt des Berglibanon). Ein Hilfskonvoi mit Lebensmitteln unter Führung des osmanischen Generals Churschid Pascha erreichte nicht die belagerte Stadt. Baschirs Kräfte, die inzwischen aus 3000 Drusen bestanden, attackierten Deir al-Qamar am 2. und 3. Juni. Dabei kamen 70 bis 100 Drusen zu Tode sowie 17 bis 25 Christen. Während der Plünderungen, die bis zum 6. Juni andauerten, wurden 130 Häuser zerstört. Etwa die Hälfte der christlichen Bewohner war neutral geblieben. Sie ersuchten um den Schutz der Drusen, mit denen sie persönliche und Geschäftskontakte verbanden.

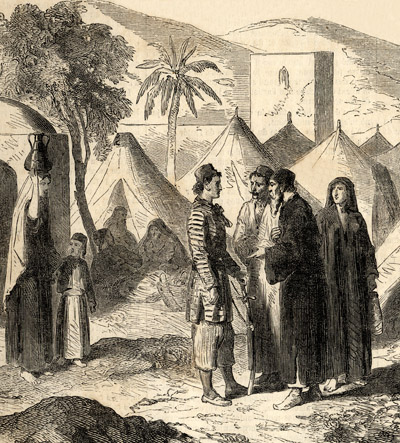
Christliche Flüchtlinge

Während im übrigen Syrien die Griechisch-Orthodoxen des Wadi al-Taym mit den Maroniten eine gemeinsame Front gegen protestantische Missionsaktivitäten gebildet hatten, und sie den Schihab-Emiren von Rachaya und Hasbaya loyal blieben, eskalierte der Kampf der sunnitischen Emire unter Sa'ad al-Din Schihab und der Drusen unter Sa'id al-Schams und Sa'id Dschumblatt vor allem in Deir Mimas. Unter Yusuf Agha intervenierten nun osmanische Einheiten, um die Garnison unter von Uthman Bey zu decken und die Kämpfe in Hasbaya zu beenden. Inzwischen war es jedoch zu Kämpfen im nahegelegenen Schebaa gekommen, woraufhin Uthman Bey Friedensverhandlungen aufnahm. Kaum hatte er den Christen Frieden zugesagt, überfielen Drusen das Dorf Wadi al-Taym, dann marschierten sie auf Hasbaya, wo christliche Flüchtlinge sich aufhielten. Auf Weisung Uthmans suchten diese am 3. Juni Schutz in seinem Haus und gaben ihre etwa 500 Gewehre ab. Folgt man dem britischen Konsul, so war dies der Plan Uthmans. Etwa 150 Flüchtlinge aus Qaraoun, dazu 400 Geflohene im Hause von Sa'id Dschumblatts Nayifa, erhofften sich Schutz vor den Drusen des Wadi al-Taym, die noch Verstärkung aus Madschdal Schams, Iqlim al-Ballan und der Hauranebene erlangt hatten.
Unter dem Kommando von Ali Bey Hamada, Kenj Ahmad und Hasan Agha Tawil wurden die Drusen zwar von einer schlecht organisierten Freiwilligentruppe von vielleicht tausend Mann zurückgeschlagen, von denen 26 ums Leben kamen, doch siegte die überlegene Druseneinheit am nächsten Tag. Das erhoffte Eingreifen der osmanischen Truppen blieb. aus. Nun griffen die Drusen das Haus des Gouverneurs an. Dabei wurden zunächst 17 Schihabi-Männer getötet, darunter Emir Sa'ad al-Din, der enthauptet, und dessen Leichnam aus dem dreistöckigen Haus auf die Straße geworfen wurde. Von den tausend Flüchtlingen überlebten nur 40 bis 50 Männer, denen die Flucht gelungen war. Die 400 Flüchtlinge, die bei Nayifa Dschumblatt untergekommen waren, wurden eilends in die Dschumblatthochburg Muchtara gebracht, um über den Hafen Beirut auf ein englisches Kriegsschiff zu entkommen.

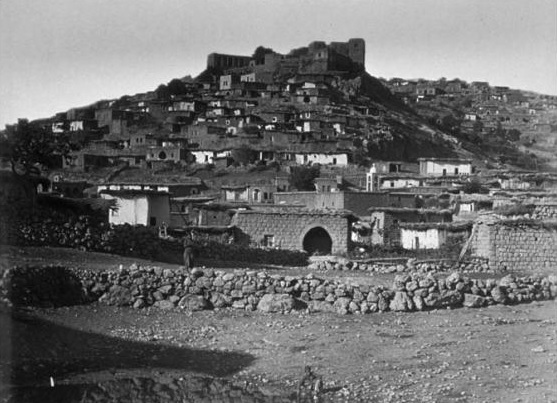
Rachaya und seine Zitadelle

Nun weitete sich die Gewalt ins Beqaa-Tal aus, nachdem dort auf Intervention der Drusen zwei Gewalttäter freigesetzt, wie sie auf Protest der Christen festgesetzt worden waren. Nun griffen die Drusen Dahr al-Ahmar an. Am 8. Juni flohen die dortigen Christen nach Rachaya, wo eine osmanische Garnison lag. Die Drusen griffen die Dörfer Kfar Mischki, Beit Lahia und Hawusch an, woraufhin die Christen Sicherheitszusagen von Emir Ali Schihab, dem Gouverneur von Rachaya, aber auch von der Drusenfamilie al-Aryan erhielten, die dort großen Einfluss hatte. Etwa 150 flohen in das Regierungsgebäude, eine Zahl, die noch anwuchs, als die Drusen Häuser niederbrannten und einige töteten. Nach Verhandlungen mit osmanischen Beamten zogen sie zwar ab, doch blieben die Flüchtlinge sicherheitshalber im Regierungsgebäude. Am 11. Juni erschienen 5000 Drusen unter dem Kommando von Ismail al-Atrasch, die schon Dörfer im Anti-Libanon überfallen hatten. Nun griff eine Hälfte der Miliz Aya an, die andere stürmte Rachaya. Von den Schihab-Emiren von Rachaya überlebten nur zwei, die Flüchtlinge wurden niedergemetzelt. Inzwischen zählte man auf ihrer Seite 1800 Tote.
Drusen brandschatzten nun im mittleren Beqaa-Tal und um Baalbek. Dabei arbeiteten einige Gruppen mit schiitischen irregulären Einheiten zusammen, die der Harfuschclan führte. Während diese Baalbek angegriffen hatten, zogen die Drusen wieder südwärts Richtung Zahlé, das zu dieser Zeit das einzige Rückzugsgebiet der Christen war. Die dortigen Christen, überwiegend von Abdallah Abu Chatir geführt, baten die maronitischen Milizenführer in Kesrawan und Metn, Tanyus Schahin von Rayfoun, Youssef Bey Karam von Ehden (Nordregion des Berglibanon) und Yusuf al-Schantiri von Metn um Hilfe. Schahin fürchtete die Intervention der Osmanen und antwortete nicht, während al-Schantiri es vorzog, abzuwarten. Karam hingegen sammelte 4000 Mann, doch rückten diese nur bis zum Metn-Dorf Bikfaya vor – angeblich auf Geheiß des französischen Konsuls und der osmanischen Entscheider.
So sammelten sich bei Zahlé Christen aus der Stadt, dazu 400 Berittene aus Baskinta und eine kleinere Einheit aus Metn. Drusische Kräfte aus dem Wadi al-Taym, Rachaya, dem Chouf und dem Hauran sammelten sich um Qabb Ilyas nördlich von Zahlé. Am 14. Juni griffen die Belagerten Qabb Ilyas ebenso erfolglos an, wie wenige Tage später.

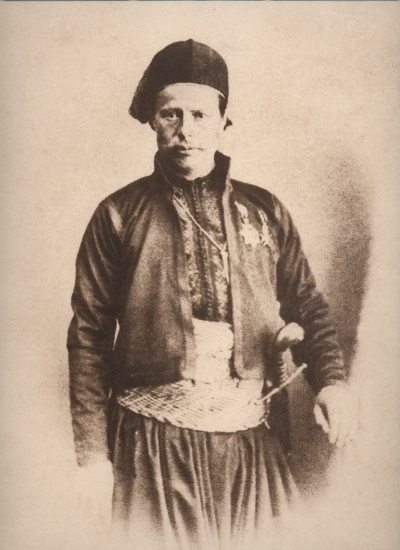
Youssef Bey Karam

Am 18. Juni begann der drusische Angriff unter Führung von Chattar Imad, dem sich berittene Beduinen aus dem Hauran ebenso angeschlossen hatten wie Schiiten. Die Angriffe begannen im Osten, Süden und Westen. Imad stattete seine Kämpfer mit Kreuzen und christlichen Flaggen aus, die aus früheren Überfällen stammten, und täuschte damit die Ankunft der christlichen Entsatztruppe unter Karam vor. Als im Nordteil die ersten Häuser brannten, stürmten auch die Verbündeten in den befestigten Ort. Die Einwohner versuchten nach Metn, Keserwan und as-Sahil zu fliehen; am 19. Juni war die Stadt leer. Völlig unklar ist die Zahl der Toten, die Angaben liegen zwischen 40 und 900, während die Drusen zwischen 100 und 1500 Mann verloren. Während sich die Drusen geeinigt hatten, die stärkste christliche Festung Zahlé nicht zu plündern, taten dies hingegen die Sardiyah-Beduinen. Ähnlich erging es bis zu 34 Dörfern im Beqaa-Tal. Der Clan der Schia Harfusch leitete die Belagerung von Baalbek. Dabei wurde die osmanische Garnison unter dem Kommando von Husni Bey ebenso angegriffen, wie das Haus des Gouverneurs Faris Agha Qadro. Mehrere seiner Angestellten kamen ums Leben. Eine kurdische Miliz, die vom osmanischen Gouverneur von Damaskus entsandt worden war, führte Hassan Agha Yazigi. Sie verhinderte jedoch nicht die Belagerung von Baalbek, das weitgehend zerstört wurde.

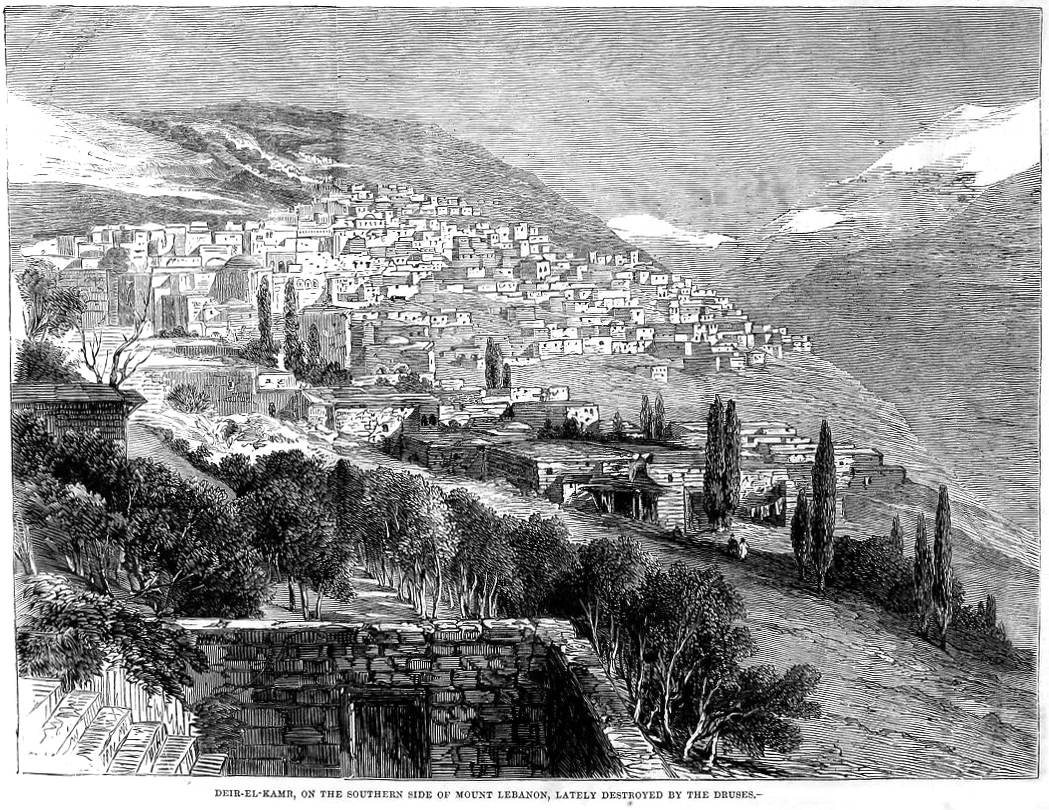
Skizze von Deir al-Qamar, London News, 21. Juli 1860

Am 20. Juni marschierten die Drusen erneut auf Deir al-Qamar, dessen Bewohner um Schutz bei befreundeten Drusen ersucht hatten. Einige der Vermögenderen flohen nach Beirut oder Muchtara. Auf Anraten des Distriktsgouverneurs Mustafa Schukri Effendi oder von Tahir Pascha von der Beiruter Garnison wurden die Christen entwaffnet, um die Drusen nicht zu provozieren. Am Abend des 19. Juni wurde ein Christ und ein Priester außerhalb des Gouverneurshauses von Deir al-Qamar getötet. Dort befanden sich mehrere Tausend Flüchtlinge, ebenso wie sich Hunderte in die aufgegebenen Baracken von Beit ed-Din geflüchtet hatten. Drusen, die teilweise unter dem Kommando von Scheich Qasim Imad standen, strömten in die Stadt, ein Vorgang, der von den 4000 Mann der Besatzung von Deir al-Qamar nicht unterbunden wurde. Am Morgen des 20. Juni begann der Angriff auf das Gouverneurshaus, die Männer und viele Frauen wurden ermordet. Deir al-Qamar wurde bis zum 23. Juni ausgeplündert und niedergebrannt, ebenso das benachbarte Beit ed-Din und seine Umgebung. Erst auf Intervention von Sa'id Dschumblatt und Baschir Nakad, Scheich des Hamada-Clans und ein osmanischer Offizier, endeten die Kämpfe. 1200 bis 2200 Christen waren tot, und im Oktober 1860 hatte Deir al-Qamar, wo zuvor 10.000 Menschen lebten, nur noch 400 Einwohner.
Inzwischen konnte jeder Zwischenfall zu umfassenden Gewaltausbrüchen führen. Als am 23. Juni ein Sunnit in einem Streit mit einem christlichen Flüchtling in Beirut ums Leben kam, forderten die Angehörigen die Hinrichtung des Täters. Als ein Verdächtiger festgesetzt wurde, zog der Mob bereits durch die Stadt, deren Bevölkerung sich durch die geflohenen Christen verdoppelt hatte. Der Gouverneur des Vilâyet Beirut, Isma'il Pascha, ließ zwar Truppen aufmarschieren, doch den Verdächtigen, der seine Unschuld beteuerte, ließ er dennoch in Überschreitung seiner Kompetenzen hinrichten. Tatsächlich beruhigte sich die Lage.
In Jaffa, Haifa, Akka, Tripolis, Sidon und Tyros kam es zu Unruhen, wobei diese von europäischen Kriegsschiffen in Schach gehalten wurden. Doch in Tyros und Sidon kam es zu schweren Straßenkämpfen, so dass viele Christen nach Malta oder Alexandria flohen. In Galiläa hingegen sorgten lokale Beduinenführer für Ruhe, wie etwa Aqil Agha, der Christen in Nazareth und Akka seines Schutzes versicherte. Dennoch kam es immer wieder zu Zwischenfällen und Toten. Jerusalem, Nablus, Homs, Hama, Latakia und Aleppo wurden durch osmanische Truppen ruhig gehalten. In Aleppo war die lokale Einheit allerdings zu klein, so dass sich Christen zusammentaten, um eine muslimische Schutzeinheit zu finanzieren.

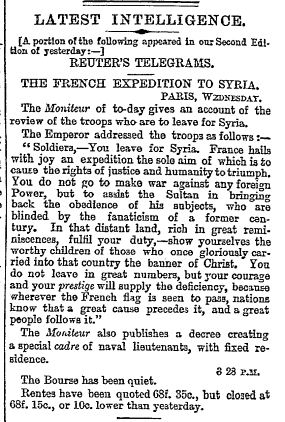
Der Bericht der Times zur Französischen Expedition, 9. August 1860

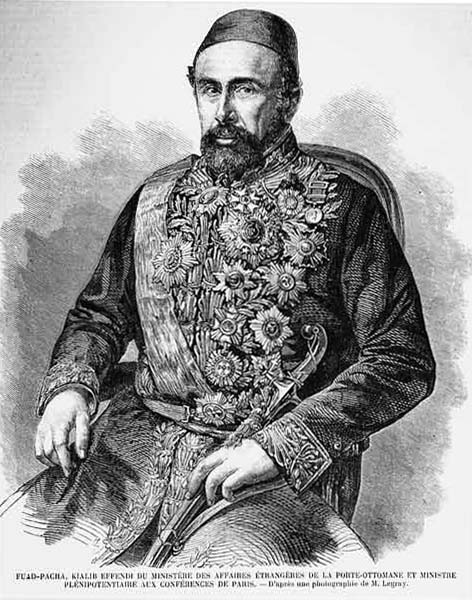
Mehmed Fuad Pascha

Im Juli 1860 erreichten die Unruhen auch Damaskus. Teile des Militärs, der Drusen und der Sunniten massakrierten über 25.000 Christen, darunter den österreichischen Franziskanerpater Engelbert Kolland, dessen Heiligsprechung als Märtyrer für den 20. Oktober 2024 festgesetzt ist, sowie den amerikanischen und den niederländischen Konsul. Der algerische Exulant und ehemalige prominente Aufstandsanführer gegen Frankreich Abd el-Kader El Djezairi und seine Soldaten brachten zahlreiche Flüchtlinge in seinem Haus und in der Zitadelle in Sicherheit. Das zumeist von Katholiken bewohnte Quartier wurde niedergebrannt. Hingegen beschützten die muslimischen Nachbarn im Armenquartier Midan ihre meist orthodoxen Nachbarn. Ein Brief an die englischen Daily News von Juli 1860 konstatiert, dass zwischen 7.000 und 8.000 ermordet worden seien, 5.000 waren verwitwet, 16.000 zu Waisen geworden. James Lewis Farley berichtet in einem Brief von 326 zerstörten Dörfern, 560 Kirchen. Churchill nahm 1862 etwa 11.000 Mordopfer an, 100.000 Flüchtlinge, 20.000 Witwen und Waisen. Einige Waisen wurden von Johann Ludwig Schneller aufgenommen; daraus entstand später das Syrische Waisenhaus in Jerusalem.

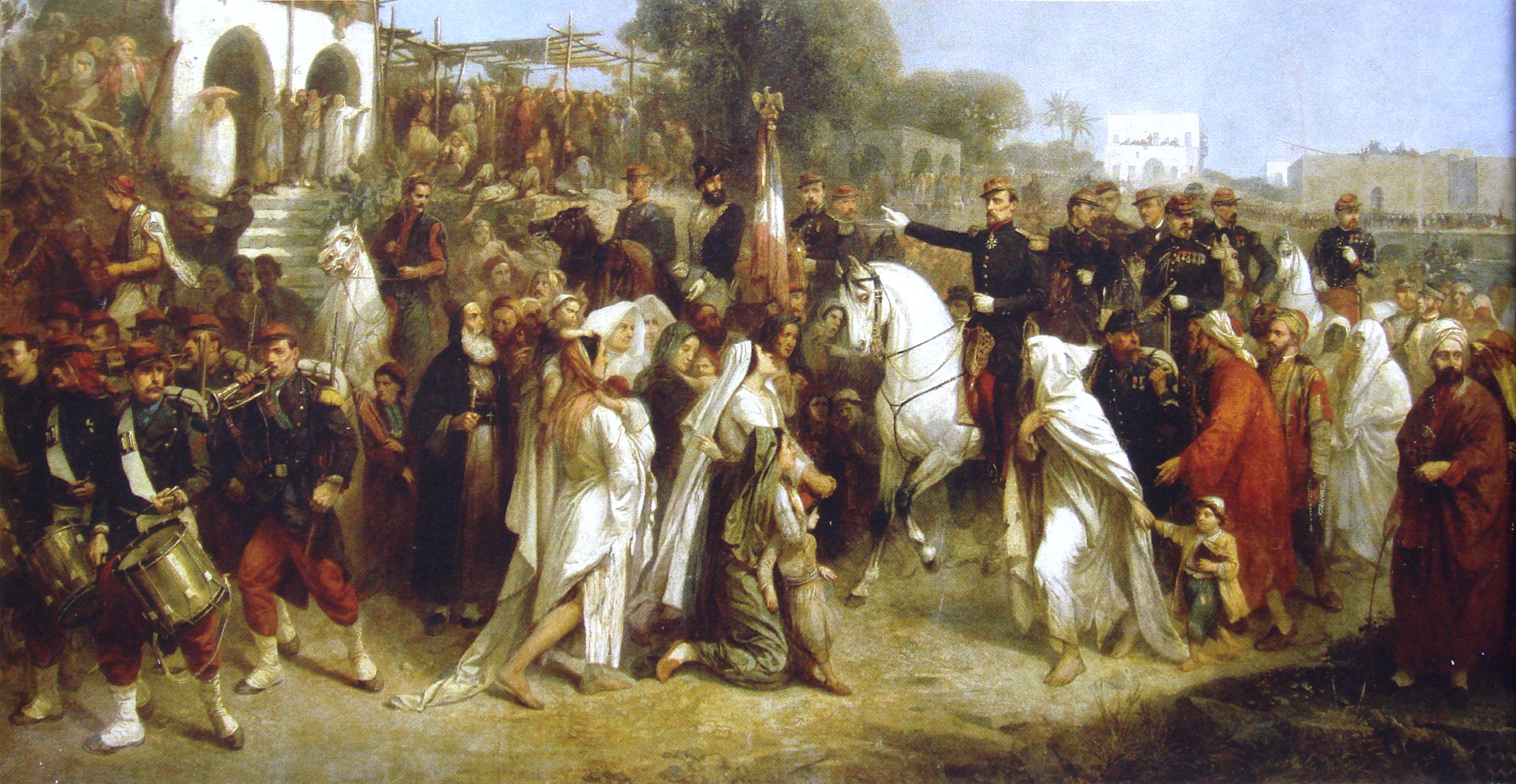
Französisches Expeditionskorps unter Charles de Beaufort d'Hautpoul landet in Beirut am 16. August 1860.

Nachdem die osmanischen Truppen überwiegend versagt, einige sogar für die Entwaffnung der Christen gesorgt hatten, intervenierte Frankreich, das seine bis 1523 zurückreichende Rolle als Schutzherr der Katholiken im Osmanenreich wieder ins Leben rief. Nach dem Massaker und verschärftem Druck von Politik und Öffentlichkeit erklärte sich das Osmanenreich am 3. August 1860 bereit, die Entsendung von bis zu 12.000 europäischen Soldaten zur Wiederherstellung der Ordnung zuzulassen. Am 5. September 1860 kam es zu Abkommen mit Großbritannien, Frankreich, Russland, Preußen und Österreich. Frankreich sollte bis zur Hälfte der Soldaten stellen.
General Charles de Beaufort d'Hautpoul führte die entsprechenden Kräfte. Er hatte schon für Ibrahim Pascha gearbeitet und an der Kampagne gegen die Araber 1834 teilgenommen. Das Korps bestand aus 6.000 Soldaten, von denen die meisten aus Châlons-sur-Marne kamen. Die Männer landeten in Beirut am 16. August 1860. und blieben bis Juni 1861.
Gegen diesen langen Aufenthalt intervenierte die britische Regierung, die die Pazifizierung lieber den osmanischen Truppen überlassen wollte.
Eine langfristig sehr bedeutende Konsequenz war die Autonomie des ehemaligen Emirats Berglibanon vom osmanischen Syrien. Dies erfolgte durch die Errichtung des autonomen Mutesarriflik Libanonberg, das später zum Gouvernement Libanonberg und damit zur Keimzelle des heutigen Libanon wurde. Die Unterteilung des Berglibanon in einen südlichen drusischen und einen nördlichen maronitischen Bezirk von 1842 wurde 1861 wieder abgeschafft. Der neue Gouverneur wurde der Armenier Daud Pascha aus Konstantinopel, dessen Ernennung am 9. Juni 1861 erfolgte.
Die Berichte über das Leid im Libanon führten dazu, dass in Europa und den USA Spenden für die Opfer gesammelt und von den Konsuln der Länder an den Libanon übergeben wurden; dies war eine der ersten Aktionen internationaler Wohltätigkeit.